# Plaza de toros de Sevilla
La plaza de toros de la Maestranza se encuentra en el barrio del Arenal de Sevilla, Andalucía, España. Fue construida entre los siglos XVIII y XIX. Es propiedad de la Real Maestranza de Caballería de Sevilla.

## Historia

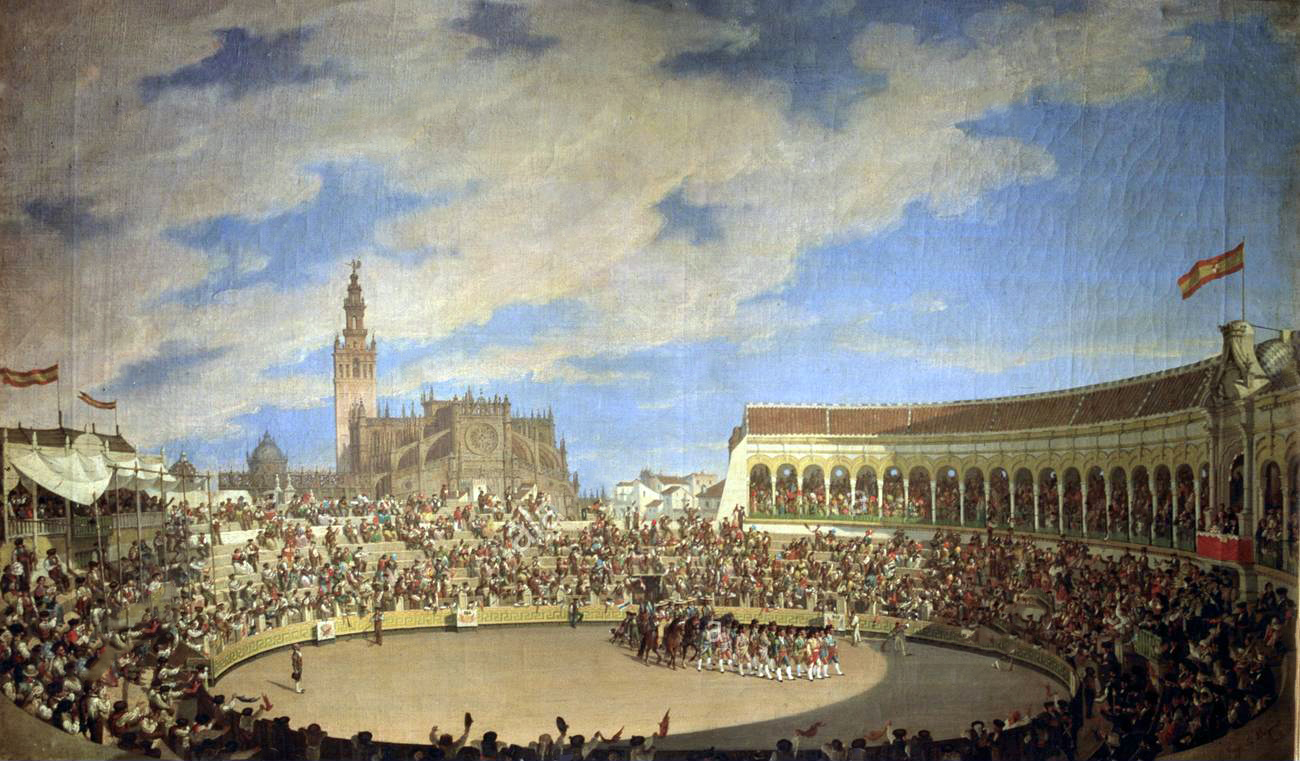
Cuadro La Maestranza de Joaquín Domínguez Becquer de 1855, en el que se puede contemplar la plaza con los tendidos altos sin terminar.

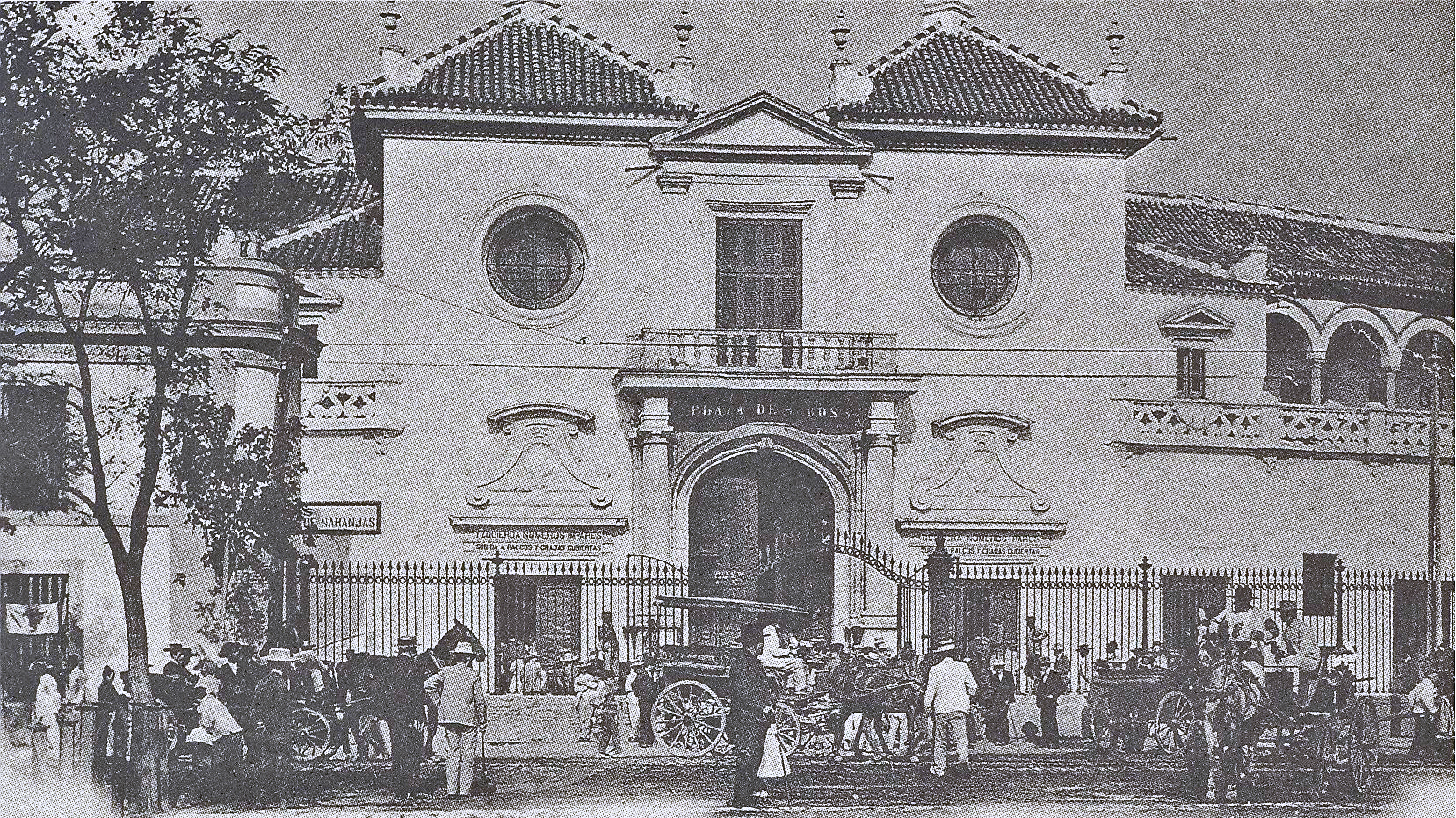
La Maestranza en el año 1895.

En 1707 consta que existía una plaza de toros cuadrada en el Arenal de Sevilla, en la que los maestrantes practicaban la tauromaquia. Por Real Cédula de Felipe V del 2 de junio de 1730 recibió el título de real la Real Maestranza de Caballería de Sevilla.
En 1733 los maestros carpinteros Juan de Vera y Luis de Troya dictaminaron que la antigua plaza cuadrada se encontraba en un estado ruinoso y la desmontaron para realizar una circular en un lugar cercano. El lugar escogido fue el monte del Baratillo, que fue allanado a expensas de la maestranza. El coso fue construido por el maestro carpintero Luis de Baena. Este ruedo estaba en una construcción ochavada. Los toriles fueron situados en la zona orientada hacia la torre del Oro, junto a la puerta de entrada de los toros. Baena diseñó un balcón principal, dedicado al infante Felipe.
En 1737 la maestranza le encargó al arquitecto Matías José de Figueroa el diseño de una nueva plaza de toros. Este diseñó una plaza de estilo neoclásico, aunque no llegó a construirse.
Posteriormente, se comenzaría con la construcción por pasos de una plaza de obra. La plaza fue diseñada por Vicente San Martín. A partir de 1754 se construyó la puerta principal, con dos torres y un balcón central. Entre 1754 y 1766 los arquitectos Francisco Sánchez Aragón y Pedro San Martín construyeron las tres primeras ochavas de la plaza, con pilares que sostenían cuatro arcos cada una.
Entre 1761 y 1765 se construyó la portada interior y, sobre la misma, el palco del Príncipe. La portada consiste en dos columnas jónicas sosteniendo un arco de medio punto. Sobre la misma hay una inscripción dedicada al infante Felipe, primer hermano mayor de la maestranza. El exterior del paco tiene dos columnas corintias. Sobre el mismo hay una cúpula con azulejos azules y blancos.
La construcción de la plaza estuvo paralizada entre 1766 y 1784. En 1784 se construyeron siete ochavas, que se añadieron a las seis ya existentes. De este modo quedó terminada una cuarta parte del edificio, mientras que el resto seguía siendo de madera. Bajo las gradas se construyeron almacenes y otras dependencias.
En 1794 se hizo cargo de las obras Gaspar San Martín, que no pudo proseguir con el círculo perfecto del coso debido a la construcción cercana de unas casas. Por ello, continuó realizando una construcción ligeramente elíptica. En 1799 la construcción se paralizó por falta de recursos, faltando por edificar de obra un tercio de la plaza.
En 1876 se le encargó al arquitecto Juan Talavera de la Vega la finalización de la plaza. En la parte superior se colocó un escudo de la maestranza realizado por Augusto Franzzi.
En el siglo XIX la plaza fue finalizada. Quedó como un polígono de treinta lados y dos pisos: los tendidos y las gradas cubiertas, siendo estas últimas las localidades preferentes.
En 1912 José Sáez y López realizó una reforma para aumentar las localidades. En 1914 Aníbal González realizó un proyecto para la plaza, con el cual se aumentó el número de filas del tendido y se crearon dos pasillos. En 1946 Aurelio Gómez Millán adaptó la plaza al Reglamento Taurino de 1937 reformando las dependencias internas destinadas los toros y acondicionando dos accesos en los laterales.
Entre 2005 y 2011 la plaza fue restaurada por el arquitecto Antonio Carbajal Navarro.
En esta plaza han toreado las grandes figuras del toreo, entre las que se encuentran: Antonio Reverte, José Gómez "Gallito", Pepín, Juan Belmonte, Ordóñez, Manuel Jiménez Moreno "Chicuelo", Pepe Luis Vázquez, Joaquín Rodríguez "Cagancho", Curro Romero, Carlos Arruza, César Girón, Manolete, José Tomás, Rafael Gómez "El Gallo" y Morante de la Puebla.En dicha plaza de toros se celebran corridas tanto en la Feria de Abril de Sevilla, como en la Feria de San Miguel que tiene lugar en el mes de septiembre, así como otros festejos.

## Descripción

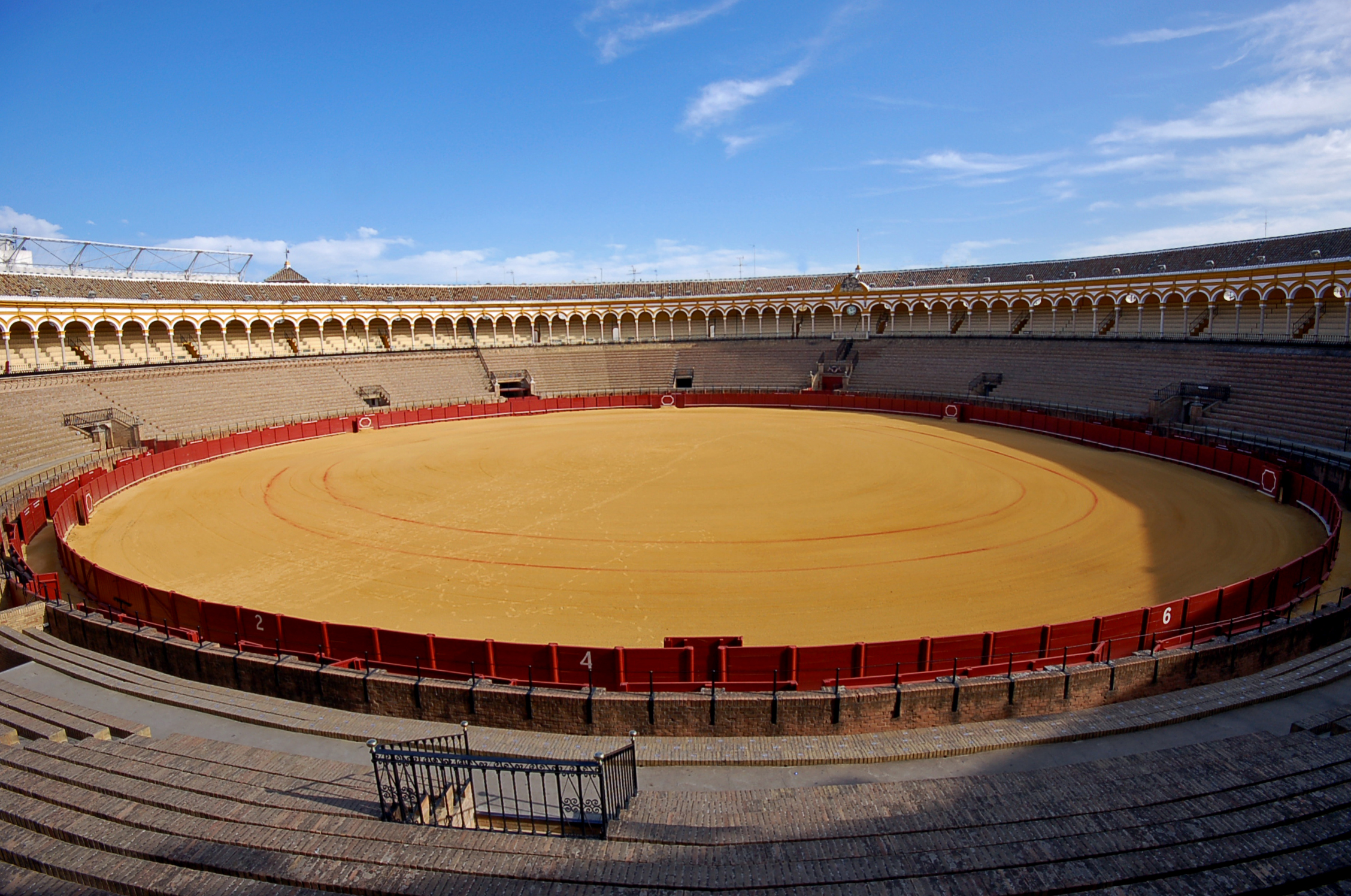
Interior de la plaza.

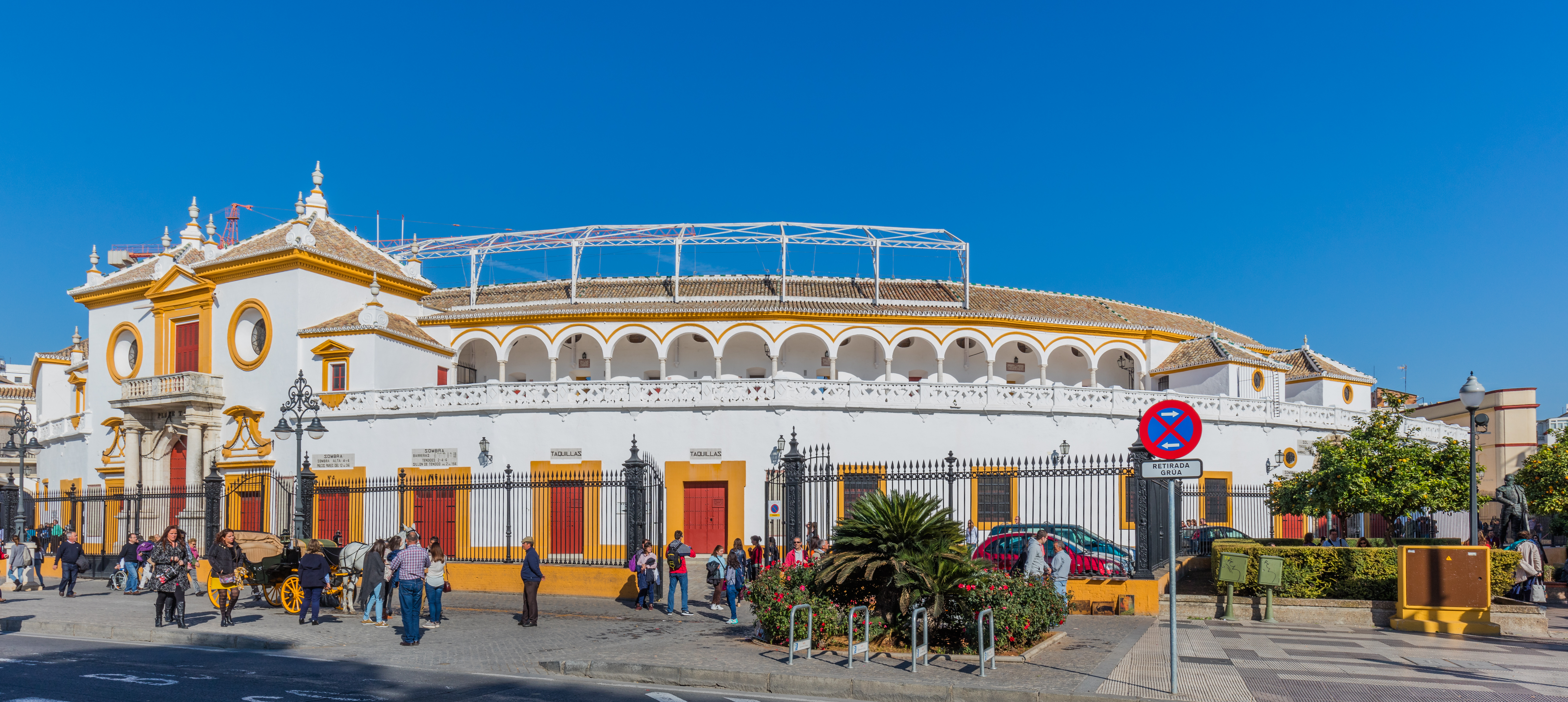
La plaza desde el paseo de Colón.

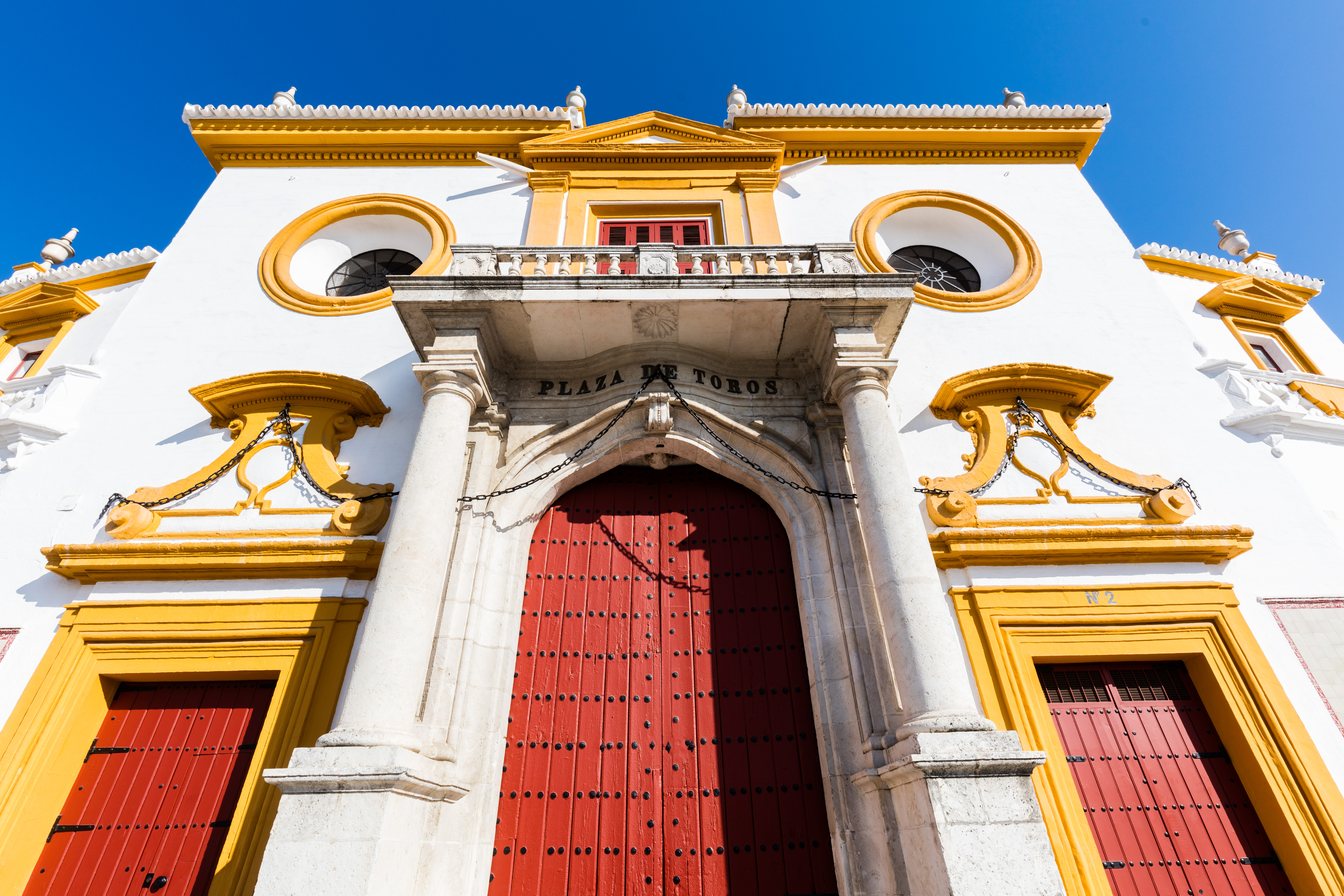
Entrada.

La arquitectura de la plaza es de estilo tardo-barroco, característico de la segunda mitad del siglo XVIII. Destaca el proyecto de José Guerrero para la portada, formado por un gran arco de medio punto con dos columnas de estilo toscano a sus flancos y sobre ellas un balcón con remate en frontón.
La plaza está flanqueada por otras edificaciones, a excepción de la zona de la fachada principal. La puerta principal es conocida como la puerta del Príncipe. Las edificaciones adosadas forman una manzana casi triangular delimitada por tres calles: paseo de Cristóbal Colón, calles Adriano y Antonia Díaz. La plaza tiene forma de polígono irregular de treinta lados.
El edificio se estructura en un primer anillo alrededor del ruedo, que está constituido por las localidades de barrera y tendido y un segundo anillo en el que se encuentran las dependencias internas de la plaza (corrales, enfermería, etcétera), sobre las que se levantan las gradas cubiertas en una galería.
El palco del Príncipe está reservado para la familia real.
El interior del edificio alberga el Museo Taurino y la capilla de los Toreros.
José María de Cossío la consideró una de las mejores plazas de España por su arquitectura y tradición. Las corridas principales se celebran en la Feria de Abril y en la Feria de San Miguel (septiembre). La plaza cuenta con 11 500 localidades.

## Toros indultados
A lo largo de la historia de la Maestranza, hasta 2018, se han llegado a indultar un total de diez toros, siendo los más conocidos:
- Zancajoso (1861) de la ganadería de Atanasio Martín.
- Mellizo (1867) cuatreño de la ganadería Balmaseda.
- Jocicúo (1883), cuatreño de la ganadería Sebastián Fina; lidiado por Manuel Mejías Bienvenida.
- Manzanito (1887) de la ganadería de la Viuda de Murube (Dolores Monge), lidiado por Frascuelo.
- Nazareno (1891) de la ganadería de José Adalid.
- Playero (1897) de la ganadería de Murube.
- Laborioso (1965) cuatreño de la ganadería del Marqués de Albaserrada; lidiado por Rafael Astola.[14]
- Arrojado (2011) de la ganadería de Núñez del Cuvillo; lidiado por el torero José María Dols Samper,
- Cobradiezmos (2016) de la ganadería de Victorino Martín; lidiado por el torero Manuel Escribano.
- Orgullito (2018) de la ganadería Garcigrande, lidiado por el torero El Juli.

## Museo Taurino
El Museo Taurino se encuentra en el interior del edificio. Fue inaugurado en 1989. En 2008 los entonces príncipes Felipe de Borbón y Letizia Ortiz inauguraron nuevas salas.
En él se encuentran cuadros de los siglos XVIII, XIX y XX, carteles taurinos, trajes de torear, bronces, azulejos y esculturas.

## Fundación de Estudios Taurinos
La Maestranza aloja la Fundación de Estudios Taurinos, que aboga por un análisis riguroso y académico del toreo. Desde 1993 pública la Revista de Estudios Taurinos.

## Visitantes ilustres
El 5 de mayo de 1861 asistió a una corrida de toros la emperatriz consorte de Austria, Sissi.
En el siglo XX, fue visitada por el director de cine Orson Welles.
En la Feria de Abril de 1969 el entonces príncipe Juan Carlos de Borbón, junto con su esposa Sofía de Grecia, asistieron a la corrida inaugural de la feria. Posteriormente, Juan Carlos I acudió a corridas en este coso el 25 de septiembre de 1992 y el Domingo de Resurrección de 2001. En 2010, el monarca presidió una entrega de premios universitarios y trofeos taurinos de la Maestranza de Caballería en esta plaza. Finalmente, el 9 de abril de 2016, Juan Carlos volvió a acudir a ver una corrida en este lugar.

## Películas
En 1930 se rodó en esta plaza la película El embrujo de Sevilla.
El 8 de diciembre de 2009 estuvieron rodando en la plaza Tom Cruise y Cameron Díaz la película «Noche y día».
En la película Alerta roja, de 2021, Dwayne Johnson y Ryan Reynolds aparecen en esta plaza de toros. Estos dos actores no estuvieron físicamente en ella, sino que fueron integrados en la misma con efectos digitales.